# Alestopetersius compressus
Alestopetersius compressus is een straalvinnige vissensoort uit de familie van de Afrikaanse karperzalmen (Alestidae). De wetenschappelijke naam van de soort is voor het eerst geldig gepubliceerd in 1963 door Poll & Gosse.